# 오빠 (1971년 영화)
"오빠"는 1971년 공개된 대한민국의 영화이다.

## 배역
- 최무룡
- 문희